# Benjamin Day
Benjamin Day, también conocido como Ben Day, es un exciclista profesional australiano nacido el 11 de diciembre de 1978 en la localidad de Corinda (Australia).
Debutó como profesional el año 2002 con el modesto equipo polaco Ambra-Obuwie-SNC Odziez. Se retiró del ciclismo profesional en el 2014; en sus últimas tres temporadas estuvo en el conjunto estadounidense UnitedHealthcare Pro Cycling Team.

## Palmarés
2002
- 3.º en el Campeonato de Australia Contrarreloj
- 1 etapa de la Vuelta al Alentejo

2003
- Campeonato de Australia Contrarreloj

2004
- 1 etapa del Tour Down Under

2006
- 3.º en el Campeonato de Australia Contrarreloj
- 1 etapa del Herald Sun Tour

2007
- Tour de Beauce, más 1 etapa

2008
- 3.º en el Campeonato de Australia Contrarreloj

2010
- Chrono Gatineau
- 1 etapa del Tour de Beauce

## Equipos
- Ambra-Obuwie-SNC Odziez (2002)[1]
- Matesica-Abóboda (2002)[2]
- Carvalhelhos-Boavista (2003)
- MrBookmaker.com (2004-2005)
- Carvalhelhos-Boavista (2006)
- Navigators Insurance Cycling Team (2007)
- Toyota-United Pro Cycling Team (2008)
- Fly V Australia (2009-2010)
- Kenda-5/Hour Energy (2011)[3]
- UnitedHealthcare Pro Cycling Team (2012-2014)